# Angilberto I di Milano
Angilberto I di Milano (forse in Francia, ... – Milano, 9 ottobre 823) fu arcivescovo di Milano dall'822 all'823.

## Biografia
Probabilmente di origine franca, Angilberto fu eletto arcivescovo di Milano su pressione dell'imperatore Lotario, il quale temeva una ribellione sul modello di quella intentata da Sant'Anselmo I Biglia pochi anni prima, e intendeva quindi porre sulla cattedra episcopale milanese un uomo di fiducia.
Durante il suo breve periodo di reggenza di appena un anno, Angilberto avviò la costruzione di una nuova cattedrale milanese, dedicata a Santa Maria e detta jemale, dove viene sepolto alla propria morte, oltre ad avviare i lavori di restauro della Basilica cimiteriale che si trovava presso Porta Nuova, da lui dedicata a san Dionisio Mariani, arcivescovo milanese morto in esilio in Cappadocia diversi secoli prima.
Angilberto morì a Milano il 9 ottobre 823. Fu sepolto nella Basilica di Santa Maria Maggiore.